# Simit

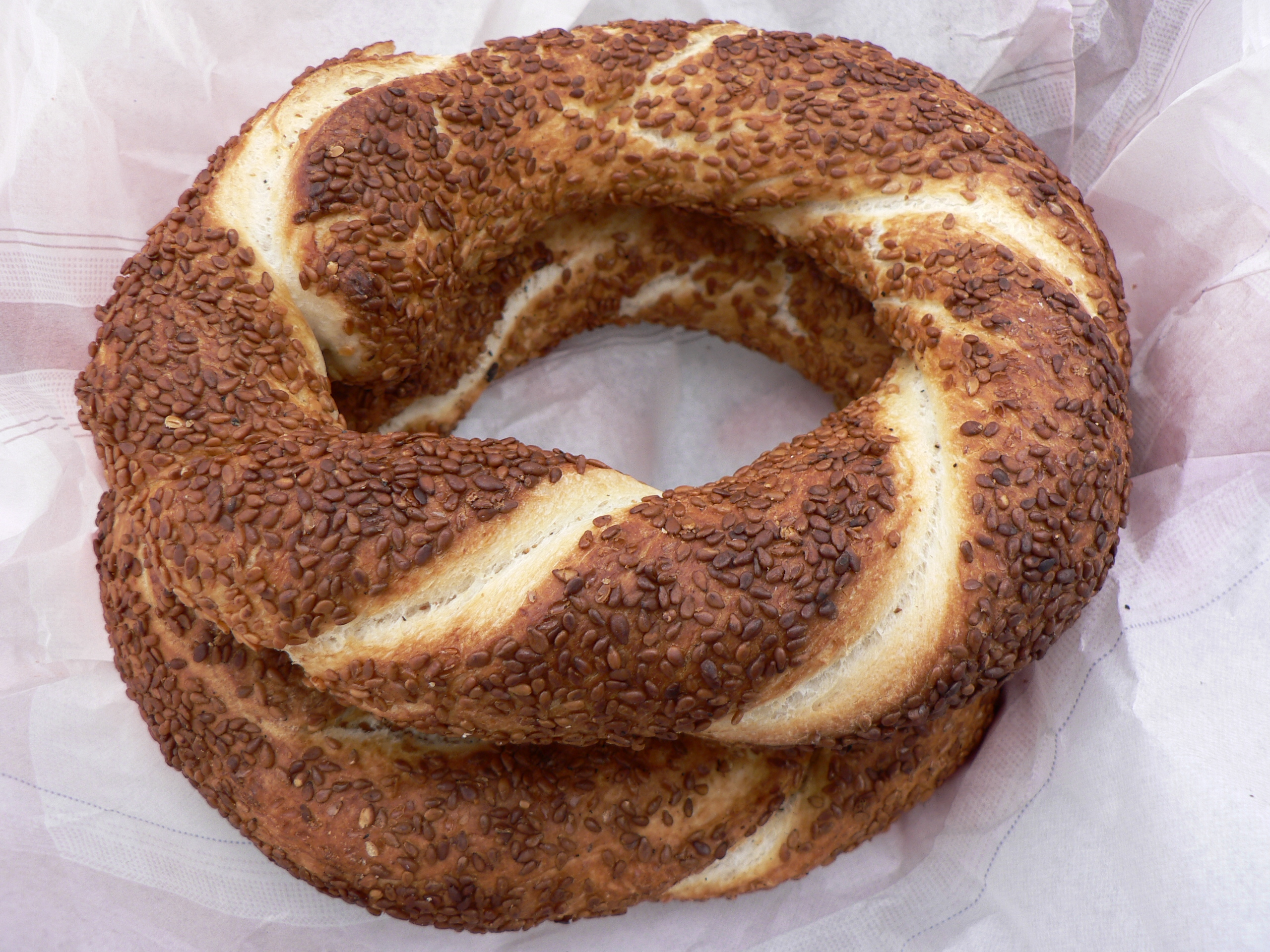
Simit de Estambul.

El Simit o gevrek (en turco) o koulouri (en griego: κουλούρι) es un pan circular (con forma de toroide) que se decora con semillas de sésamo. Es un pan muy común en Turquía y Grecia. Las características del simit (tamaño, crujiente/blandura, etc.) pueden variar de una región a otra.   
El simit se suele comer solo, o generalmente con queso. El simit se suele vender en puestos callejeros llamados Simitci que portan un carro o bandeja con varios simit. Cada región o casi cada ciudad de Turquía reclama su propia variante de simit, como Estambul, Ankara, Samsun, Esmirna (en esta última ciudad el simit se llama "gevrek", literalmente, crujiente).

## Véase también

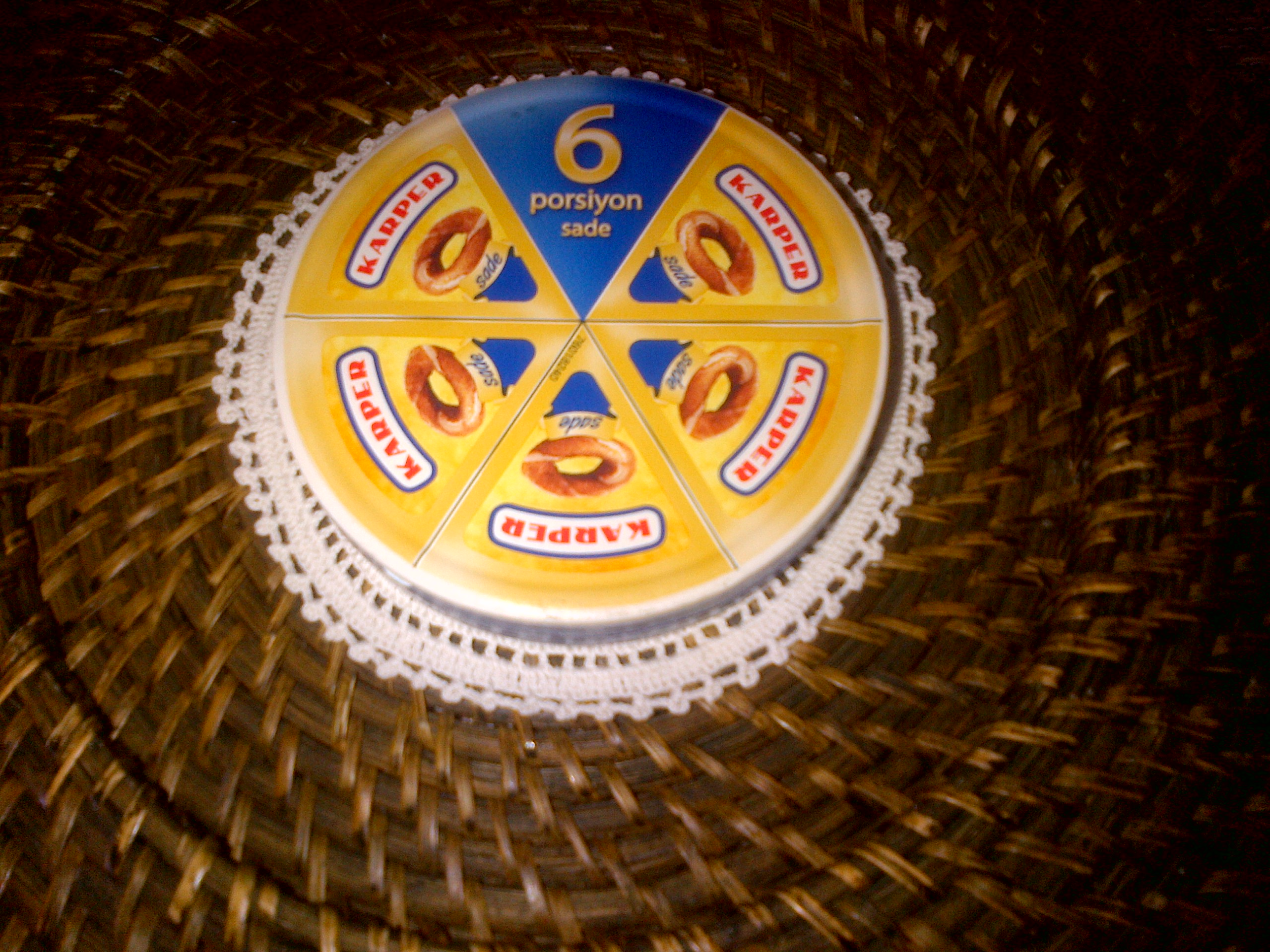
"Karper", un queso suave, casi cremoso, y empaquetado en triangulitos individuales, es el mejor aliado del simit en la comida callejera de Turquía. (Fíjese en las imágenes de simit en la tapa del paquete de queso.)

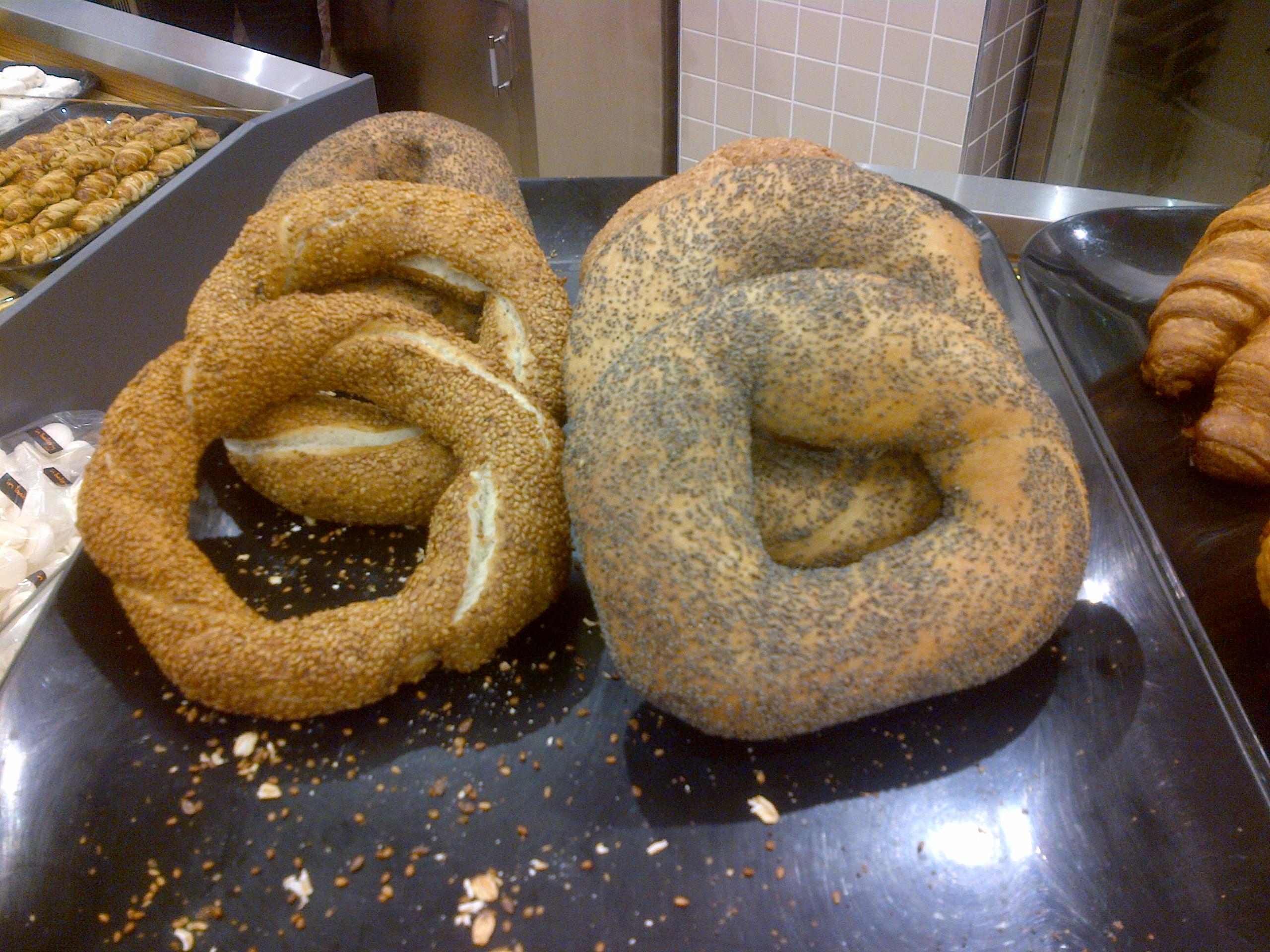
A la izquierda simit clásico de semillas de sésamo, de Ankara, a la derecha variante con semillas de amapola.